# بونز إلي
بونز إلي (بالإنجليزية: Bones Ely)‏ هو لاعب كرة قاعدة أمريكي، ولد في 7 يونيو 1863 في جيرارد في الولايات المتحدة، وتوفي في 10 يناير 1952 في Imola, California ‏ في الولايات المتحدة.

## وصلات خارجية
- بونز إلي على موقعبيزبول رفرنس.كوم (الدوري الرئيسي) (الإنجليزية)
- بونز إلي على موقعبيزبول رفرنس.كوم (الدوري الثانوي) (الإنجليزية)
- بونز إلي على موقع مشجعي الرسوم البيانية (الإنجليزية)